# Philipp Lenard
Philipp Eduard Anton Lenard, född 7 juni 1862 i Pozsony i Kungariket Ungern, Österrike-Ungern, död 20 maj 1947 i Messelhausen, Main-Tauber-Kreis, Baden-Württemberg, var en ungersk-tysk fysiker och nobelpristagare.

## Biografi
Lenard blev 1886 filosofie doktor vid Universitetet i Heidelberg, 1893 docent i Bonn, 1894 extraordinarie professor i fysik vid Universitetet i Breslau (Wrocław) och 1895 vid Tekniska högskolan i Aachen. Han blev 1896 ordinarie professor i teoretisk fysik i Universitetet i Heidelberg, 1898 i experimentalfysik i Kiel och 1905 i Heidelberg.
Lenard mottog Nobelpriset i fysik 1905 för sina arbeten om katodstrålar. Vetenskapligt är han mest ihågkommen för sina experimentella arbeten om fotoelektrisk effekt. Han var den förste som använde vismutspiraler för att mäta magnetiska fältstyrkor.
Lenard utsågs 1900 till ledamot av Vetenskaps- och vitterhetssamhället i Göteborg och 1905 av svenska Vetenskapsakademien.
Lenard ansåg att den moderna fysiken måste vara felaktig, eftersom den var abstrakt och stred mot förnuftet. Tillsammans med Johannes Stark riktade han i början av 1920-talet kritik mot relativitetsteorin, kombinerat med antisemitiska angrepp mot Albert Einstein. Lenard var 1922 den förste erkände vetenskapsman som öppet solidariserade sig med NSDAP och Adolf Hitler. Partimedlem blev han först 1937. Antirelativismen fick allt färre anhängare med åren, men Lenard och Stark nådde nya framgångar efter nazisternas maktövertagande på 1930-talet. Fysikaliska institutet vid Universitetet i Heidelberg bytte 1935 namn till Philipp-Lenard-Institut. Han utgav en lärobok i Deutsche Physik (4 delar, 1936, "tysk fysik"), där han framhöll att anlag för vetenskap följde med rasen och att arier var bäst lämpade, medan relativitetsteorin och kvantmekaniken avfärdades som "judisk fysik". Bokens titel har också fått beteckna hela rörelsen av fysiker i Nazityskland som under de här åren anslöt sig till dessa åsikter. Denna "tyska fysik" förlorade dock i inflytande efter att ett antal tyska forskare hade samlats till överläggningar i München i november 1940 och enats om att relativitetsteorin är en nödvändig del av fysiken.

## Skrifter
Optik:
- Luminescenz der Pyrogallussäure (1888), tillsammans med Max Wolf (astronom, 1863-1932)
- Zerstäuben der Körper durch das ultraviolette Licht (1889), tillsammans med Max Wolf
- Phosphorescenz der Alkalisulphide (1889), tillsammans med Klatt
- Erdalkaliphosphore (1904), tillsammans med Klatt
- Lichtelektrische und aktinodielektrische Wirkung bei den Erdalkaliphosphoren (1909), tillsammans med S. Sæland
- Über phosphorescenz und über die Auslöschung der Phosphore durch Licht (1909)
- Lichtemission der Alkalimetalldämpfe (1905)
- Über Lichtemission und deren Erregung (1910)

Elektricitetslära:
- Wismuthdraht im Magnetfeld (1887)
- Elektricität der Wasserfälle (1892)
- Untersuchungen über Kathodenstrahlen (allt sedan 1893)
- Die lichtelektrische Wirkung (1902)
- Elektricitätsleitung in Flammen (1903)
- Die elektrischen Bogen und die Spektren der Metalle (1903)
- Über kathodenstrahlen (1905), Nobelprisföreläsning